# Idioma mehri
El idioma mehri (mahrayyat) o mahri es una lengua de Arabia del sur hablada por los mehríes, grupos nómadas y sedentarios de la parte oriental de Yemen, de Socotra y de algunas zonas de Omán. Muchos de los mehra con más dinero o urbanizados se han vuelto arabófonos y han perdido su lengua. 
La lengua mehri pertenece a la familia semítica y es el resto de un antiguo lenguaje hablado antes del islam. La penetración del árabe la ha puesto en riesgo de extinción a pesar de que hasta hace pocos años todavía estaba en extensión en Zufar. Es un lenguaje hablado y sin literatura, y que solo raramente se escribe. Lo saben hablar unas 70.000 personas en Yemen y 50.000 en Omán, además de 15.000 con la emigración a Kuwait y Emiratos Árabes Unidos.